# Ward Cortvriendt
Eduard (Ward) Cortvriendt, O. Praem. (Vlissingen, 24 april 1951) is een Nederlands Norbertijn en voormalig abt van de abdij van Berne.

## Opleiding en priesterwijding
Na lager onderwijs in Vlissingen behaalde hij het diploma aan het Stedelijk Gymnasium in Middelburg. Hij studeerde in Amsterdam, waarna hij organisatiebegeleiding ging doen en cursussen verzorgde in Nederland en Vlaanderen. Op 28 augustus 1988 is hij als novice ingetreden in de Abdij van Berne in het Brabantse Heeswijk.
Twee jaar later volgde zijn tijdelijke geloften en op 28 augustus 1993 zijn grote professie. Hij volgde zijn theologiestudie aan de priester- en diakenopleiding Bovendonk in Hoeven. Hij werd priester gewijd op 4 december 1993 in de abdijkerk door bisschop Niënhaus.

## Norbertijn
Hij werd staflid van het abdijhuis en begeleidde groepen, verzorgde bijeenkomsten over geloofsverdieping, begeleidde kerkbesturen van buurtparochies en werd in 1996 pastoor van Berlicum/Middelrode. Binnen de abdij was hij lid van de conventsraad, werd hij in 1994 gekozen tot lid van het algemeen bestuur en subprior.
In 2001 volgde zijn benoeming tot prior van De Essenburgh. In maart 2004 werd hij prior van de canonie en in 2005 van de Abdij van Berne.

## Abbatiaat
Op 1 maart 2007 werd hij (voor een periode van 6 jaar) gekozen tot 70e abt van Berne als opvolger van Piet Al. Op 22 april 2007 volgde de abtszegening door de bisschop van 's-Hertogenbosch, mgr. Hurkmans. Als wapenspreuk koos hij "God beminnen en de naaste". Op 31 oktober 2010 maakte hij bekend dat hij zijn ontslag ingediend had bij de abt-generaal van de orde in Rome. Volgens het persbericht was hij van mening dat de abdij zich niet ontwikkelde zoals hij het graag had gezien. Maar in werkelijkheid koos hij voor een nieuwe levensweg. Prior Klaas Fongers nam het bestuur van de abdij waar tot aan de keuze van Denis Hendrickx als nieuwe abt van Berne in 2013.

## Overige functies
- Vader-abt van de canonieën van De Pere, Windberg en Jamtara
- Vader-abt van de canonie St.-Cartharinadal in Oosterhout (19 april 2007)
- Lid conventsraad Heeswijk
- Lid financiële commissie
- Voorzitter van het curatorium van de Latijnse School in Gemert
- Lid van het moderamen van het Gymnasium Bernrode
- Lid Raad van Toezicht Vormingscentrum Kasteel de Essenburgh
- Voorzitter bestuur Gastenapostolaat priorij Emmaus
- Coördinator abdijkerkpastoraat
- Voorzitter ordescommissie voor de zusters
- Lid bestuur Stichting Missieprocuur "Solidair met India"
- Lid adviesraad voor de rechtscultuur van de Kerk
- Lid bestuur Bernekring

## Na 2011
Na zijn vertrek uit de abdij van Heeswijk zette hij zijn pastorale werk voort onder zijn eigen naam: www.wardcortvriendt.eu:
advies en begeleiding aan personen en organisaties, retraites en bezinningsdagen, rituele begeleiding bij belangrijke levensmomenten en voorgaan in vieringen. Zo leidde hij o.m. kerkdiensten in de PKN-kerken van Vught en St. Michielsgestel.
Later trad hij toe tot de Oud-Katholieke Kerk en werkte hij in de parochie van Amersfoort. Op 1 oktober 2012 werd hij benoemd tot rector van de Statie (parochie in oprichting) Twente.